# Louise Sauvage
Pour les articles homonymes, voir Sauvage (homonymie).
Louise Sauvage, née le 18 septembre 1973 à Sydney, est une athlète handisport australienne.

## Biographie
Née avec une myélodysplasie (grave déficience de la colonne vertébrale), Louise Sauvage commence la natation dès l'âge de trois ans. Elle pratique de nombreux sports tels que l'athlétisme, le basket-ball et même la boxe. À l'âge de 14 ans, alors qu'elle est en train de devenir une des meilleures nageuses handisport, elle doit abandonner la piscine pour subir une intervention chirurgicale afin de corriger une courbure à sa colonne vertébrale. Or celle-ci a pour conséquence de limiter sa capacité à nager.
Sur les conseils d'entraîneurs, elle se tourne alors vers l'athlétisme et la course en fauteuil. Elle obtient rapidement des résultats. Elle participe ainsi aux championnats du monde handisport à 16 ans en 1990 remportant le 100 m puis le 200 m avant d'être disqualifiée sur cette distance pour être sortie de son couloir. 
Puis, lors des Jeux paralympiques d'été de 1992, elle remporte trois médailles d'or sur 100 m, 200 m, 400 m, ainsi qu'une médaille d'argent sur 800 m. Aux Jeux paralympiques d'été 1996, elle remporte quatre nouvelles médailles d'or. Mais surtout, lors de Jeux paralympiques d'été 2000 de Sydney, elle est choisie pour allumer la flamme olympique avant de remporter deux nouvelles médailles d'or sur 5 000 m et 1 500 m et une médaille d'argent sur 800 m.
À cela, elle ajoute deux médailles d'or sur 800 m lors des épreuves de démonstration lors des Jeux paralympiques d'été en 1996 et 2000 et une médaille de bronze aux Jeux paralympiques d'été de 2004 sur 1 500 m.
En parallèle de sa carrière sur piste, elle a connu une grande carrière sur les courses sur routes, remportant de nombreux marathons. Elle remportera ainsi le marathon de Boston en 1997, 1998, 1999, 2001, mais également les marathons de Berlin, de Los Angeles ou Honolulu.
Parmi ses nombreuses récompenses, comme avoir été plusieurs fois nommé australien handisport de l'année, elle a été nommée en 1999 l'athlète australienne de l'année, devançant la coureuse Cathy Freeman.
Elle a également donné beaucoup de temps pour changer les mentalités qui existaient autour des handicapés, sa vie et son sport étant un formidable exemple pour le handisport.

## Palmarès

### Jeux paralympiques
- 1992
  -  médaille d'or sur 100 m
  -  médaille d'or sur 200 m
  -  médaille d'or sur 400 m
  -  médaille d'argent sur 800 m

- 1996
  -  médaille d'or sur 400 m
  -  médaille d'or sur 800 m
  -  médaille d'or sur 1 500 m
  -  médaille d'or sur 5 000 m
  -  médaille d'or sur 800 m fauteuil

- 2000
  -  médaille d'argent sur 800 m
  -  médaille d'or sur 1 500 m
  -  médaille d'or sur 5 000 m
  -  médaille d'or sur 800 m fauteuil

- 2004
  -  médaille de bronze sur 1 500 m fauteuil

### Championnats du monde d'athlétisme
- 1993
  -  médaille d'or sur 800 mètres fauteuil

- 1995
  -  médaille d'or sur 800 mètres fauteuil

- 1997
  -  médaille d'or sur 800 mètres fauteuil

- 2001 à Edmonton
  -  médaille d'or sur 800 mètres fauteuil

- 2003 à Saint-Denis ( France)
  -  médaille d'or sur 800 mètres fauteuil

### Autres
- Records du monde des 1 500 m, 5 000 m, 4 × 100 m et 4 × 400 m
- Marathon de Boston en 1997, 1998, 1999, 2001
- Marathons de Berlin, Los Angeles, Honolulu